# Hans Rave
Hans Rave (* 19. April 1903 in Hamburg; † 10. August 1977 ebenda) war ein deutscher Fußballspieler. Der Offensivspieler gewann als Aktiver des Hamburger SV in den Jahren 1923 und 1928 zweimal die deutsche Fußballmeisterschaft. Rave war in der Zeit des „Offensiven Systems“ aktiv, das in Deutschland erst acht Jahre nach der Änderung der Abseitsregel im Jahr 1925 durch das WM-System abgelöst wurde. Mit der Regionalauswahl von Norddeutschland gewann der Flügelstürmer 1930 den Bundespokal.

## Karriere

### Vereine

#### Hamburger SV
Hans Rave stammte aus einer Hamburger Kaufmannsfamilie, die an einem Holzhandel beteiligt war. Als Schüler durchlief der Nachwuchsfußballer die Jugendabteilung des SC Germania von 1887. Nach dem Zusammenschluss am 2. Juni 1919 von HSV 88 (dem bereits der FC Falke angehörte) und SC Germania zum neuen Großverein Hamburger Sport-Verein wurde der Offensivspieler aus dem eigenen Nachwuchs zur Saison 1920/21 von der Ligaelf der „Rothosen“ übernommen. In der mit den zusätzlichen externen Neuzugängen Hans Martens, Ludwig Breuel und Walter Kolzen verstärkten Elf der Trainer A.W. Turner (bis Ende März) und Richard Girulatis (ab April 1921) debütierte der Stürmer am 22. August 1920 beim Heimspiel gegen Kilia Kiel in der norddeutschen Liga. Beim 3:2-Erfolg stürmte der 17-Jährige am linken Flügel, und Kolzen und Breuel bildeten die rechte Angriffsseite. Gemeinsam waren sie für Vorlagen und Zuspiele in die Angriffsmitte zu Torjäger Otto Harder zuständig. Ab der Saison 1921/22 gehörte Rave als Flankengeber am linken Flügel der Stammbesetzung der Elf mit der „Raute“ vom Rothenbaum-Stadion an.
Die Qualität der HSV-Elf verbesserte sich in Raves zweitem Jahr in der Ligamannschaft durch die Neuzugänge Asbjørn Halvorsen und Albert Beier weiter, und der Norddeutsche Meister zog in der Endrunde um die deutsche Meisterschaft 1922 in das Endspiel gegen den Titelverteidiger 1. FC Nürnberg ein. Bei großer Hitze fand das erste Finalspiel am 18. Juni 1922 in Berlin erst nach 189 (!) Minuten beim Stand von 2:2 sein Ende – in Grünes Geschichte über die deutsche Meisterschaft notiert er das als „die schier unendliche Verlängerung“ –, als das Spiel wegen einbrechender Dunkelheit von Schiedsrichter Peco Bauwens abgebrochen wurde. Linksaußen Rave hatte seine Mannschaft in der 19. Minute mit 1:0 in Führung gebracht. Das zweite Endspiel fand am 6. August in Leipzig statt und wurde nach 105 Minuten beim 1:1-Spielstand erneut abgebrochen, da der „Club“ nur noch sieben Spieler zur Verfügung hatte. In beiden Finalspielen war der HSV-Angriff mit Kolzen, Breuel, Harder, Karl Schneider und Rave angetreten.

Die Victoria – Wanderpokal für den Deutschen Fußballmeister von 1903 bis 1944 – gewann der Hamburger SV erstmals 1923 und 1928 erneut.

Zwölf Monate später, am 10. Juni 1923 in Berlin, gewannen Rave und seine Mannschaftskollegen mit einem 3:0-Erfolg im Endspiel gegen Union Oberschöneweide die erste deutsche Meisterschaft und holten die Victoria nach Hamburg. Die Angriffsformation war identisch mit den zwei Finalspielen des Vorjahres gegen den 1. FC Nürnberg. Am 8. Juni 1924 stand der „schon in jungen Jahren einen ‚Mollenfriedhof’ vor sich her tragende und trotzdem als Linksaußen das ideale Gegenstück zu Walter ‚Lauf’ Kolzen am rechten Flügel bildende“ Rave im dritten Endspiel in Folge um die deutsche Fußballmeisterschaft. Trotz der Neuzugänge Hans Lang und Walter Risse setzte sich der 1. FC Nürnberg mit einem 2:0-Sieg gegen den Titelverteidiger aus Hamburg durch. Gegen die komplett mit Nationalspielern agierende Defensive der Franken – Gustav Bark war Nationalspieler der Schweiz – konnten sich Rave und seine HSV-Angriffskollegen nicht durchsetzen.
In den drei Jahren von 1925 bis 1927 konnte sich Rave mit dem Hamburger SV in den Endrunden um die deutsche Meisterschaft nicht für das Endspiel qualifizieren. Im Jahr der Olympischen Sommerspiele 1928 in Amsterdam – Deutschland trug am 28. Mai und 2. Juni zwei Turnierspiele mit dem HSV-Verteidiger Albert Beier gegen die Schweiz und den späteren Olympiasieger Uruguay aus – wurde die Endrunde um die deutsche Meisterschaft erst im Juli durchgeführt. Die Elf von Trainer Rudolf Agte setzte sich sowohl im Halbfinale gegen Bayern München (8:2) wie auch im Finale gegen Hertha BSC (5:2) überlegen durch und gewann die zweite deutsche Meisterschaft. Der Flankengeber am linken Flügel, Hans Rave, hatte in vier Spielen fünf Tore erzielt: Je einen Treffer gegen Schalke 04, Königsberg und Hertha BSC sowie im Halbfinale zwei Tore gegen die von Ludwig Goldbrunner organisierte FC Bayern-Defensive.
Nach der ungefährdet herausgespielten Meisterschaft in Norddeutschland – 12:0 Punkte gegen Holstein Kiel, Victoria Hamburg, Hannover 96, Arminia Hannover, St. Pauli und Rasensport Harburg – und der deutschen Meisterschaft in der Saison 1927/28 brach der HSV in den zwei nächsten Runden in den Spielen um die norddeutsche Meisterschaft mit den erreichten Rängen drei (1929) und vier (1930) ein. Diese Krise und der angesagte Verjüngungsprozess der HSV-Ligaelf führten dazu, dass Rave gemeinsam mit Mittelstürmer Harder und seinem Pendant am rechten Flügel, Walter Kolzen, sich während der Saison 1930/31 dem Stadtrivalen SC Victoria Hamburg anschloss.
Als Flankengeber von der linken Seite für Torjäger „Tull“ Harder im Angriffszentrum hatte der untersetzte Flügelstürmer ein Jahrzehnt lang die gleiche wichtige Rolle wie Walter Kolzen am rechten Flügel gespielt.
Nach insgesamt 169 Spielen mit 62 Toren – 90 Spiele (31 Tore) in der Hamburger Liga/Oberliga Hamburg; 9 Spiele (acht Tore) in der „Runde der Zehn“; 44 Spiele (13 Tore) um die norddeutsche Meisterschaft; 21 Spielen (acht Tore) in der Endrunde um die deutsche Meisterschaft; 5 DFB-Pokalspiele (2 Tore) – war damit das Kapitel Hamburger SV für Hans Rave beendet.

#### SC Victoria Hamburg
Der finanziell unabhängige Geschäftsmann spielte noch ein paar Jahre für die „Zitronen“ vom Stadion Hoheluft. Er war bis zum Frühjahr 1933 auch Schatzmeister von „Vicky“. Nach seinem Tod im August 1977 stellte sich heraus, dass er seinem zweiten und letzten Verein 200.000 Mark zur Förderung der Jugendarbeit hinterlassen hatte.

### Auswahlmannschaft
Für die Nationalmannschaft reichte es für den Flankengeber am linken HSV-Flügel nicht. Am Anfang seiner Laufbahn war der Nürnberger Hans Sutor und ab Mitte der „Zwanziger“ der Münchner Ludwig Hofmann, Stammspieler auf Linksaußen in der Nationalelf. Prüß mutmaßt, „vielleicht stand der Berufung das figürliche Attribut im Wege“.
In die Auswahl von Norddeutschland wurde Rave dagegen sieben Mal berufen. Er gehörte dem Erfolgsteam an, das am 9. März 1930 in Altona mit einem 2:0-Sieg gegen Brandenburg den Wettbewerb des Bundespokals gewann. Mit Wilhelm Blunk (Torhüter), Albert Beier, Walter Risse, Otto Sommer und Franz Horn waren noch fünf weitere Vereinskollegen von Rave dabei im Einsatz. Zwei Jahre zuvor hatte er am 29. April 1928 dem Finalteam von Norddeutschland bei der 0:2-Niederlage gegen Südostdeutschland angehört.

3-2-2-3-WM-System

2-3-5-System

Rave und Kollegen spielten noch im sogenannten „Offensiven System“, das fast bis 1930 Bestand hatte, wobei der „offensive Mittelläufer“ die spielentscheidende Rolle ausübte, beispielhaft im deutschen Fußball verkörpert durch Hans Kalb beim 1. FC Nürnberg, Ludwig Leinberger bei der SpVgg Fürth und beim Hamburger SV durch Asbjørn Halvorsen. Er war der Mittler zwischen Angriff und Abwehr. Es ist vollständig falsch, das „Offensive System“ mit Stürmerwirbel und zahlreichen Toren gleichzusetzen. Im Gegenteil: die Abseitsregel wurde 1925 nur deshalb geändert, weil sich das Angriffsspiel in die Breite verlor und Torschüsse nur selten waren. Tore waren Mangelware, zu einseitig war die Abwehr begünstigt. Nach Änderung der Abseitsregel 1925, die besagte, „dass sich zwischen dem Spieler und dem Tor im Augenblick seiner Ballabgabe mindestens zwei (bisher drei) Gegenspieler aufhalten müssen“, lief das Sturmspiel frei und ungehemmt, man spielte jetzt im Gegenteil zum „Offensiven System“ vor allem steil und lief steil in den freien Raum. Der Raum für den Mittelstürmer wurde fast unbegrenzt. Die zuvor das Angriffsspiel ausbremsende Abseitsfalle war nur noch schwer zu stellen. In Deutschland stellte der damalige Reichstrainer Otto Nerz die deutsche Nationalmannschaft erst 1933 in Vorbereitung auf die Weltmeisterschaft 1934 in Italien auf das in England bereits seit 1927/28 durch Arsenal-Manager Herbert Chapman eingeführte WM-System um. Die aktive Zeit von Rave war eindeutig durch das „Offensive System“ geprägt, erst nach der Weltmeisterschaft 1934 hielt das jahrzehntelang gepflegte WM-System mit dem defensiven Mittelläufer als Abwehrchef Einzug im deutschen Fußball.